# داريل ساذرلاند
داريل ساذرلاند (بالإنجليزية: Darrell Sutherland)‏ هو لاعب كرة قاعدة أمريكي، ولد في 14 نوفمبر 1941 في غلينديل في الولايات المتحدة.

## وصلات خارجية
- داريل ساذرلاند على موقع دوري كرة القاعدة الرئيسي (الإنجليزية)
- داريل ساذرلاند على موقعبيزبول رفرنس.كوم (الدوري الرئيسي) (الإنجليزية)
- داريل ساذرلاند على موقعبيزبول رفرنس.كوم (الدوري الثانوي) (الإنجليزية)
- داريل ساذرلاند على موقع إي إس بي إن.كوم (أم.أل.بي) (الإنجليزية)
- داريل ساذرلاند على موقع مشجعي الرسوم البيانية (الإنجليزية)